# 寺島良安
寺島 良安（てらしま りょうあん、1654年（承応3年）- 没年不詳）は、江戸時代前期から中期の医師である。字は尚順。別号に杏林堂。名字の読みは「てらじま」とする資料もある。

## 経歴・人物
出羽の能代（一説に大坂の高津）で商人の子として生まれる。
後に大坂に移り、同郷の伊藤良立及び和気仲安の門人となり医学や本草学を学んだ。後にこの業績により、大坂城入医師となり法橋に叙せられる。この間に明代の医学の影響を受けた著書を多く刊行し、学業における和漢の概念を唱える等名を馳せた。その後の生涯は不明であるが、享保の頃に没したといわれている。

## 主な著作物

### 主著
- 『和漢（倭漢）三才図会』- 1712年（正徳2年）に刊行。全105巻からなり、明代の『三才図会』を参考にして執筆された絵入り百科事典。日本における大百科事典の発端といわれている。

### その他の著書
- 『通俗三才諸神本紀』
- 『済世宝』
- 『弘法大師略伝』

等。